# Harbin SH-5
L' Harbin SH-5 (Shuishang Hongzhaji - Bombardiere marittimo) è un aereo da pattugliamento marittimo anfibio cinese prodotto da Harbin Aircraft Manufacturing Corporation (HAMC). Venne progettato per missioni che comprendono la lotta aerea antincendio, la lotta antisommergibile e la ricerca e salvataggio.

## Storia del progetto
L'Harbin SH-5 è stato un'importante pietra miliare per l'industria aeronautica cinese per il suo sofisticato sistema radar (PPAR). Questo sistema radar, di produzione interamente cinese, è il frutto della collaborazione di diverse aziende del paese asiatico.
I primi progetti per la creazione del sistema radar PPAR iniziarono nel 1964 e nel 1970 iniziarono ad essere prodotti i primi prototipi. Tuttavia, a causa delle instabilità politiche all'interno della Cina, al tempo della grande rivoluzione culturale, il primo modello di PPAR terminò i test nel 1978. La versione di PPAR installata sull'SH-5 continuò ad essere aggiornata, con il magnetron rimpiazzato da un Klystron, che a sua volta è stato sostituito da un Travelling wave tube che migliora le prestazioni e riduce i costi di manutenzione.
Nonostante l'SH-5 fosse dotato di un ottimo sistema radar, venne ritenuto obsoleto con il passare degli anni; tuttavia questo progetto ha contribuito a incrementare le capacità cinesi in questo settore.

## Varianti
SH-5
L'unica versione prodotta di serie, 1 prototipo e 4 versioni standard.
SH-5A
Alcuni esemplari modificati per ruoli ELINT.
SH-5B Firefighter
Un esemplare venne adattato per la lotta agli incendi boschivi.

## Utilizzatori
Cina
- People's Liberation Army Naval Air Force (PLANAF) ricevette 4 velivoli[2], tutti erano in servizio nella marina cinese; tutti dislocati nella flotta del mare del nord[6].
- Lo stabilimento di produzione dell'Harbin conserva due esemplari che non sono entrati in servizio; non è nota la situazione di tali velivoli.

## Velivoli comparabili
- Beriev Be-12
- Canadair CL-415
- Canadair CL-215
- ShinMaywa PS-1
- AVIC AG600